# 卡罗琳·莱昂哈特
卡罗琳·莱昂哈特（德語：Carolin Leonhardt，1984年11月22日—），德国女子皮划艇运动员。她曾代表德国参加2004年和2012年夏季奥林匹克运动会皮划艇比赛，获得一枚金牌和二枚银牌。